# Motosierra (banda)
Motosierra es una banda de Rock and Roll formada en Montevideo, Uruguay, en noviembre de 1999 por Álvaro Crespo (batería), Gabriel Barbieri (bajo), Luis Machado (guitarra) y Marcos Fernández (voz). Su sonido es una mezcla de punk rock, hardcore y heavy metal.
Desde 2014, la banda se conforma por Álvaro Crespo, Marcos Fernández, Leonardo Bianco y Juanmitz Bertolotti (guitarra).

## Historia
Motosierra surgió en noviembre de 1999. 
En 2000, se presentan en vivo por primera vez, y al siguiente año participan del álbum «Alpha Motherfuckers», tributo a Turbonegro, editado en vinilo por el sello alemán Bitzcore Records.
En 2001, lanzan su primer álbum, «XXX», por el sello argentino No Fun Records; luego es reeditado en 2002 por Incognito Records, de Alemania, y en 2004 por Läjä Records , de Brasil.
En 2002, lanzan el álbum «Directo desde el W.C. Bathroom days re-revisited» en formato CD por el sello Rastrillo Records, de Argentina, y «Holocaust/Don't Tell Mom» en vinilo por Incognito Records.
En 2003 graban en Buenos Aires su segundo larga duración, «Rules!!!», el cual es editado por Myrmecoleo Records y, al siguiente año, por Läjä Records.
Asimismo, ese mismo año, lanzan los álbumes «Kick Ass Rock and Roll», por el sello holandés No Brains Records; «We Sell, You Buy/Nice Boys», por el sello finlandés Bad Attitude, compartido con la banda finlandesa Trassels; «Hot Music For Hot Chicks», compartido con la banda uruguaya Culpables, por el Rastrillo Records; y «Give Me The Money/Love Song», a través del sello Bad Attitude.
En 2004, lanzan una edición compartida con la banda brasileña Forgotten Boys, a través del sello 13 Records, de Brasil.
El 8 de octubre de 2005, la banda participa de la tercera edición del festival Pilsen Rock, realizado en Durazno ante un público estimado de 100.000 personas.
En este mismo año, editan en formato vinilo de 7” el álbum «Son of a Bitch», por intermedio del sello Bad Attitude.
A comienzos de 2005, Gabriel Barbieri abandona la banda y es reemplazado por Leonardo Bianco, luego de los meses en que la banda como trío grabara el álbum «Life in Hell», el cual sería editado sello uruguayo Bizarro Records. En 2007, el sello catalán Beatnik Moon Records, realiza una nueva edición de este.
En 2007, Marcos se radica en San Pablo, a pesar de lo cual la banda continúa activa y participa de la ceremonia de premiación a la música Graffiti, llevada a cabo en la sala Cine Plaza. En noviembre de ese año, la banda participa de Goiania Noise Festival, festival internacional de música celebrado en Goiânia, Brasil.
A principios de 2008, Luis Machado se radica en Valencia, España, que es reemplazado por su hermano, Leroy Machado, junto a quién se agrupan para presentarse en 10 Mada Festival, en la ciudad Natal.
En 2011, Marcos vuelve a radicarse en Montevideo, al mismo tiempo que Leonardo Bianco se muda a Buenos Aires. Al siguiente año, se presentan en Mundano Festival, en Brasilia, y en Noiseground Festival, en Buenos Aires.
En septiembre de 2013 vuelven a Brasilia para la 15.ª edición del festival Porão do Rock y la 11.ª edición del festival Vaca Amarela, en la ciudad de Goiânia.
A comienzos de 2014, Leroy Machado se aleja de la banda, y entra en su lugar Juanmitz Bertolotti, con quién tocarían por primera vez en público en 2015. 
En este mismo año, Leonardo vuelve a instalarse en Montevideo y la banda comienza a grabar nuevamente músicas que, posteriormente, serían editadas en vinilo por el sello Spaghetty Town Records, de Estados Unidos.

## Miembros

### Miembros actuales
- Marcos Fernández - voz (1999-presente)
- Álvaro Crespo - batería (1999-presente)
- Leonardo Bianco - bajo (2006-presente)
- Juanmitz Bertolotti - guitarra (2014-presente)

### Miembros anteriores
- Gabriel Barbieri - bajo (1999-2006)
- Luis Machado - guitarra (1999-2008)
- Leroy Machado - guitarra (2008-2014)

## Discografía
- XXX (2001)
- Directo desde el W.C. Bathroom days re-revisited (2002)
- Give Me the Money! (2003)
- Rules!!! (2003)
- Forgotten Boys (2004)
- Hot Music For Hot Chicks (Vs. Culpables) (2004)
- Son of a Bitch (2005)
- Life in Hell (Bizarro Records 3568-2. 2006)
- Motosierra (2017)